# Lex & Presley
Lex & Presley (Side Hustle) è una serie televisiva americana, creata da Dave Malkoff che è stata presentata in anteprima su Nickelodeon il 7 novembre 2020.
L'8 Febbraio 2021 la serie debutta in Italia su Nickelodeon sotto il nome di Lex & Presley, con i primi 6 episodi.

## Trama
L'intelligente e sarcastica Lex, la dura e sicura di sé Presley e il loro bizzarro amico Munchy si trovano in una situazione difficile dopo che  un fuoco d'artificio ha distrutto la barca appartenente al padre di Jaget, il preside Tedward.
Costretti a trovare modi creativi per guadagnare denaro per pagare i danni, i migliori amici chiedono l'aiuto del fratello minore di Presley, Fisher, esperto di tecnologia e sviluppatore dell'app "Kid-DING", per connettersi con persone in cerca di aiuto con piccoli lavori.
I tre amici devono fare qualsiasi lavoro che capiti sulla loro strada, non importa quanto siano pazzi.

## Episodi
| Stagione         | Episodi | Prima TV USA | Prima TV Italia |
| ---------------- | ------- | ------------ | --------------- |
| Prima stagione   | 25      | 2020-2021    | 2021            |
| Seconda stagione | 21      | 2021-2022    | 2022            |

## Produzione
Il 24 febbraio 2020, è stato annunciato che Nickelodeon ha ordinato Side Hustle dal creatore Dave Malkoff (produttore di Henry Danger, Sam & Cat, Victorious), una serie comica multi-camera con Jules LeBlanc come Lex e Jayden Bartels come Presley.
Nella serie recitano anche Isaiah Crews - figlio dell'attore Terry Crews - nei panni di Munchy, Mitchell Berg nei panni di Fisher e Jacques Chevelle nei panni di Jaget. La produzione è iniziata a Los Angeles nel marzo 2020 per una prima nel 2020. Dave Malkoff è il produttore esecutivo. John Beck e Ron Hart sono produttori esecutivi e showrunner. Il 7 gennaio 2021, è stato annunciato che Nickelodeon aveva ordinato sette episodi aggiuntivi della serie, portando l'ordine della prima stagione a 20 episodi.
Il 26 agosto 2021 la serie viene rinnovata per una seconda stagione che andrà in onda dal 2 ottobre 2021 negli Stati Uniti.
Il 18 agosto 2022 Nickelodeon ha confermato la cancellazione della serie.